# Siatka Ledóchowskiego
Siatka Ledóchowskiego – metalowa siatka powstała z arkusza blachy, w którym wykonuje się równoległe nacięcia odpowiednio przesunięte między sobą. Po nacięciu arkusza rozciąga się taki ponacinany arkusz prostopadle do linii nacięć. Tworzy się w ten sposób siatkę o romboidalnych oczkach i monolitycznej konstrukcji bez jakichkolwiek styków czy ruchomych połączeń.
Powszechnie stosowana w budownictwie jako materiał podkładowy do tynków i elementów stropowych. Bardzo często wykorzystywana jako element anten ścianowych lub reflektorowych z uwagi na doskonałe ekranowanie przy niewielkim ciężarze i nieznacznemu oporowi na wietrze. Także stosowana jako element ekranujący ściany stropy i podłogi przed przenikaniem promieniowania elektromagnetycznego. Stosowana była również od dwudziestolecia międzywojennego jako zabezpieczenie wnętrz i załóg fortyfikacji przeciwko odpryskom betonu w przypadku trafienia pociskiem nieprzyjaciela. 
Nazwa pochodzi od nazwiska hrabiego Stanisława Ledóchowskiego, od 1921 r. właściciela fabryki siatki ciągnionej, prowadzonej pod firmą „Polska Fabryka Siatki Jednolitej Hrabiego Stanisława Ledóchowskiego SA” (ul. Przemysłowa 24 w Warszawie).

## Historia
Wynalazcą siatki cięto-ciągnionej jest John French Golding, jego pierwszy brytyjski patent został wydany w 1884 roku. Nawiązał współpracę z przemysłowcami z Hartlepool, Mathewem Grayem, Christopherem Furnessem i Robertem Irvingiem Jr., którzy wraz z WB Close doprowadzili do uruchomienia produkcji siatki cięto-ciągnionej w Hartlepool.